# William Russell Robertson
Pour les articles homonymes, voir William Robertson et Robertson.
William Russell Robertson (17 juin 1853-7 novembre 1930), est un homme politique canadien de la Colombie-Britannique. Il est député provincial indépendant de la circonscription britanno-colombienne de Cowichan de 1898 à 1900.
Robertson doit démissionner l'année même de son élection en raison de son acceptation de fonds du gouvernement pour des travaux réalisés après l'élection. Il est réélu lors de l'élection partielle tenue en décembre de la même année.